# Lissonota parasitellae
Lissonota parasitellae là một loài tò vò trong họ Ichneumonidae.